# NGC 6479
NGC 6479 ist eine Spiralgalaxie vom Hubble-Typ Sc im Sternbild Drache am Nordsternhimmel. Sie ist schätzungsweise 306 Millionen Lichtjahre von der Milchstraße entfernt und hat einen Durchmesser von etwa 90.000 Lichtjahren.
Die Supernovae SN 2007cl (Typ Ic) und SN 2009ay (Typ II) wurden hier beobachtet.
Das Objekt wurde am 20. April 1885 von Lewis A. Swift entdeckt.